# Municipio de Whites
El municipio de Whites (en inglés: Whites Township) es un municipio ubicado en el  condado de Bertie en el estado estadounidense de Carolina del Norte. En el año 2010 tenía una población de 1.554 habitantes.

## Geografía
El municipio de Whites se encuentra ubicado en las coordenadas 36°4′44.57″N 76°47′9.82″O / 36.0790472, -76.7860611.